# Real Valladolid
Real Valladolid er en spansk fodboldklub fra Valladolid der spiller i landets bedste række, Primera Division, bedre kendt som LaLiga Santander.

## Historie
Klubben blev grundlagt i 1928 og debuterede i Primera Division i 1947. Siden klubbens første nedrykning i 1958 var klubben en elevatorklub. I perioden 1992-2004 lykkedes det dog at være i den bedste række uafbrudt. Klubbens bedste placering er en 7. plads i 1996/1997.
Klubben har to gange været i finale i Copa del Rey, dog uden at vinde.
I 2006/2007-sæsonen vandt Segunda Division og rykkede dermed op.

## Titler
Copa del Rey:
- Sølv (2): 1949/1950, 1988/1989

## Kendte spillere
- José Luis Caminero
- Fernando Hierro